# Station Fontaine-le-Port
Station Fontaine-le-Port is een spoorwegstation aan de spoorlijn Corbeil-Essonnes - Montereau. Het ligt in de Franse gemeente Fontaine-le-Port in het Franse departement Seine-et-Marne (Île-de-France).

## Geschiedenis
Het station werd op 1 juni 1897 geopend door de Compagnie des chemins de fer de Paris à Lyon et à la Méditerranée bij de opening van de sectie Corbeil-Essonnes - Montereau. Sinds zijn oprichting is het eigendom van de Société nationale des chemins de fer français (SNCF).

## Ligging
Het station ligt op kilometerpunt 69,935 van de spoorlijn Corbeil-Essonnes - Montereau.

## Diensten
Het station wordt aangedaan door treinen van Transilien lijn R rijdende tussen Melun en Montereau via Héricy.

## Vorig en volgend station
| Richting | Vorig station | Lijn    | Volgend station | Richting  |
| -------- | ------------- | ------- | --------------- | --------- |
| Melun    | Chartrettes   | Trans R | Héricy          | Montereau |